# Medicinsko prevajanje
Medicinsko prevajanje je dejavnost prevajanja različnih dokumentov – gradiv za usposabljanje, medicinskih biltenov, informacijskih listov o zdravilih idr. – za zdravstveno oskrbo, medicinske pripomočke, trženje ali klinično, regulativno in tehnično dokumentacijo. Večina držav zahteva, da podjetja in organizacije prevedejo literaturo in oznake za medicinske pripomočke ali zdravila v svoj nacionalni jezik. Dokumenti za klinična preskušanja pogosto zahtevajo prevajanje za lokalne zdravnike in paciente ter regulativne predstavnike. Vloge za regulativno odobritev morajo biti običajno prevedene.  Medicinsko prevajanje zaradi izrazito tehnične, občutljive in regulirane narave medicinskih besedil poleg jezikovnih spretnosti zahteva posebno usposabljanje in znanje o strokovnih temah. 

## Proces
Koraki medicinskega prevajanja lahko vključujejo: 
- Pridobitev besedila iz izvirne oblike.
- Prevod besedila v ciljni jezik.
- Pregled besedila za zagotovitev upoštevanja odobrenega izrazja ter ustreznega sloga in glasu.
- Lektoriranje za zagotovitev, da oblikovani prevod vsebuje ustrezna ločila, prelome vrstic in strani ter da se pravilno prikaže.
- Pregled strokovnjaka v ciljni državi za zagotovitev, da prevod izpolnjuje vse zahteve.
- Objavo prevoda v izvirni obliki (npr. Wordov dokument, spletna stran, program e-učenja).

Prevajalske agencije lahko nadzirajo tako vodenje projektov kot jezikovne vidike.

## Kakovost in standardi
Narava medicinskih besedil, od katerih so lahko odvisna življenja, narekuje močan poudarek na kakovosti prevajanja. Mednarodna medicinska industrija je zelo regulirana in podjetja, ki morajo prevesti dokumentacijo, običajno izberejo prevajalske agencije, ki so certificirane ali ustrezajo enemu ali več naslednjih standardov: 
- EN 15038 – evropski standard za kakovost ponudnika prevodov (standardi kakovosti prevajanja)
- ISO 9001 – standard sistema kakovosti
- ISO 13485 – splošni standard za proizvodnjo medicinskih pripomočkov

Zaradi številnih posebnosti, predpisov in izzivov na področju medicinskega prevajanja so se v zadnjem času pojavila nekatera specializirana prevajalska podjetja, ki se ukvarjajo izključno s prevodi z medicinskega področja. Pri nekaterih postopke nadzorujejo zdravniki.